# Géraud de Geouffre de La Pradelle
Pour les articles homonymes, voir Famille de Geoffre et Pradelle (homonymie).
 (avril 2020).
Si vous disposez d'ouvrages ou d'articles de référence ou si vous connaissez des sites web de qualité traitant du thème abordé ici, merci de compléter l'article en donnant les références utiles à sa vérifiabilité et en les liant à la section « Notes et références ».
Géraud de Geouffre de La Pradelle de Leyrat, né le 1er août 1935 au Mans et mort le 16 octobre 2022 à Paris, est un juriste international et un professeur de droit français.

## Biographie

### Famille
Il est né en 1935. Il est le fils de l'avocat Raymond de Geouffre de La Pradelle, le petit-fils d'Albert de Geouffre de La Pradelle et l'oncle d'Anne-Véronique Herter. Il a deux enfants avec Claire Bardon Florence (épouse Cédric Thomas) et Laure (épouse François de Montpellier de Vedrin).

### Carrière
Étudiant le droit par tradition familiale, il obtient son doctorat en droit en 1965. Sa thèse, publiée en 1967, porte sur "Les conflits de lois en matière de nullité." Il devient ensuite professeur agrégé.  Il exerce pendant de longues années à l'université Paris-X Nanterre,, enseignant le droit international privé, le droit de la nationalité, et différents enseignements de premier cycle. En 1987, il publie, avec Jacques Foyer et Dominique Holleaux, un manuel de droit international privé. Ce manuel, qui sera continué avec Marie-Laure Niboyet, fera l'objet de multiples éditions[réf. nécessaire]. 
En 1979, il publie aux éditions Maspero L'homme juridique: essai critique de droit privé, un ouvrage qui s'inscrit dans le mouvement de la théorie critique du droit. 
En parallèle a sa carrière universitaire, il s'engage dans différence activités militantes en rapport avec le droit. Originaire d'un milieu conservateur (de tradition monarchiste et orléaniste), il s'en détache et évolue progressivement vers la gauche, notamment après son retour de la guerre d'Algérie. « Tombé » sur Le Capital lorsqu'il enseigne à Caen, il poursuit son évolution politique. 
De 1982 à 1988, il consacre beaucoup d'énergie au Centre d’information sur les prisonniers palestiniens et libanais. 
Plus tard, il est l'auteur du premier Que sais-je?, en 2003, sur Les droits des homosexuels, avec Caroline Mécary. 
En 2004, il préside la Commission d'enquête citoyenne sur l'implication de la France au Rwanda, un collectif sans statut juridique rassemblant trois associations dénonçant l'action de la France au Rwanda. 
Il écrit dans Le Monde diplomatique. Il est membre du comité de parrainage du Tribunal Russell sur la Palestine dont le début des travaux a été présenté le 4 mars 2009.
En 2014, il accuse l’ordonnance pour le Rwanda du juge Jean-Louis Bruguière de constituer, un « objet négationniste » à plusieurs titres, en utilisant les thèses du double génocide, du génocide spontané et du génocide provoqué.
En 2018, il est l'un des signataires d'un appel international réclamant une procédure équitable pour l'islamologue suisse, Tariq Ramadan, accusé d'agression sexuelle.

## Œuvres
- Droit international privé, avec Marie-Laure Niboyet, Librairie générale de droit et de jurisprudence,  (ISBN 978-2-275-03035-7)
- L'Homme juridique, Presses universitaires de Grenoble/François Maspero, coll. « Critique du droit », 1979
- Caroline Mécary et Géraud de La Pradelle, Les droits des homosexuel/les, Paris, PUF, coll. « Que sais-je ? », 2003, 3e éd. (1re éd. 1998), 127 p. (ISBN 978-2-13-053145-6)

## Articles
- « Vers le partage en deux capitales ? », in Le Monde diplomatique, janvier 1992
- « L’ONU, le droit et la poigne américaine », in Le Monde diplomatique, mai 1992
- « Onction législative pour idées malsaines », in Le Monde diplomatique, février 1994
- « Au regard du droit », in Le Monde diplomatique, juin 1995
- « Douteuse instrumentalisation de la justice internationale au Liban », avec Rafaëlle Maison et Antoine Korkmaz,  Le Monde diplomatique, avril 2007